# Ginger (Brockhampton)
Ginger è il quinto album in studio del gruppo hip hop statunitense Brockhampton, pubblicato nel 2019 dalla propria label, la Question Everything, Inc. e dalla RCA Records.
| Recensione | Giudizio |
| ---------- | -------- |
| Pitchfork  | [ 2 ]    |
| NME        | [ 3 ]    |

## Tracce
1. No Halo – 4:19 – Romil Hemnani, Jabari Manwarring
2. Sugar – 3:24 – Hemnani, Manwarring
3. Boy Bye – 2:22 – Hemnani, Manwarring, Kiko Merley
4. Heaven Belongs to You – 1:29 – Hemnani, Manwarring
5. St. Percy – 3:30 – Hemnani, Manwarring
6. If You Pray Right – 5:02 – Hemnani, Manwarring
7. Dearly Departed – 4:40 – Hemnani
8. I Been Born Again – 3:39 – Hemnani, Manwarring
9. Ginger – 3:54 – Hemnani, Manwarring
10. Big Boy – 3:55 – Hemnani, Manwarring
11. Love Me for Life – 3:35 – Hemnani, Manwarring
12. Victor Roberts – 4:23 – Hemnani, Manwarring